# Wolframaat

Structuurformule van het orthowolframaat-anion.

De wolframaten vormen een anorganische stofklasse van anionen, die chemisch verwant zijn met de vanadaten en molybdaten. Het zijn oxoanionen van het overgangsmetaal wolfraam. Het meest eenvoudige wolframaat is orthowolframaat, met als formule WO42−. Dit anion bezit een tetraëdrische structuur en komt onder meer voor in de verbinding natriumwolframaat. Daarnaast bestaan ook nog afgeleide en polymere wolframaten, zoals:
- Parawolframaat A: [W7O24]6−
- Wolframaat Y: [W10O32]4−
- Parawolframaat B: [H2W12O42]10−
- Metawolframaat: α-[H2W12O40]6−
- Wolframaat X: β-[H2W12O40]6−

Een wolframaatmineraal is een mineraal dat wolframaten als anion bezit, zoals hübneriet en scheeliet. Wolframaten zijn in vergelijking met chromaten en dichromaten slechte oxidatoren.